# 馬希納希納 (夏威夷州)
馬希納希納（英語：Mahinahina）是位於美國夏威夷州茂宜縣的一個人口普查指定地區。

## 地理
馬希納希納的座標為20°57′14″N 156°39′23″W / 20.95389°N 156.65639°W，而該地最高點為海拔高度223米（即732英尺）。

## 人口
根據2010年美國人口普查的數據，馬希納希納的面積為17.37平方千米，當中陸地面積為17.35平方千米，而水域面積為0.02平方千米。當地共有人口880人，而人口密度為每平方千米50.66人。